# Heinosensaari
Heinosensaari är en ö i Finland. Den ligger i sjön Iso-Peranka och i kommunen Suomussalmi i den ekonomiska regionen  Kehys-Kainuu  och landskapet Kajanaland, i den nordöstra delen av landet, 600 km norr om huvudstaden Helsingfors. Öns area är 0,3 hektar och dess största längd är 160 meter i sydväst-nordöstlig riktning.